# 湯窪幸雄
湯窪 幸雄（ゆくぼ さちお、1950年11月9日 - ）は、鹿児島県姶良郡牧園町（現在の霧島市）出身の日本中央競馬会 (JRA) の元騎手、元調教師。

## 経歴・人物
実家が馬の生産牧場（湯窪牧場）を経営しており、幼いころから多くの馬と共に育ち慣れ親しんできた。そのため湯窪は競馬にも大きな興味を抱いていたが、高校在学中に父親が本人に内密で競馬の馬術の試験を応募しており、これを受験したところ合格したことから競馬界への参入と騎手への道を決めたという。

### 騎手時代
1968年3月、鹿児島県から関西に上京して栗東トレーニングセンター所属であった柏谷富衛調教師に騎手候補生として師事し、1970年3月1日開催の京都競馬場第7レース「5歳以上100万下」にて『セブンバンコク』（3着）の騎手としてプロデビューを果たし、同年4月18日の京都競馬場第8レース「5歳以上オープン」に『リキエイカン』で出走して自身初勝利を収める。しかし、同年6月1日に札幌競馬場の練習馬場にて乗馬していた3才新馬がゲート練習中に興奮して暴れるなどして転倒し、その際に湯窪も落馬して複数箇所を骨折する重傷を負って病院に救急搬送され、半年間の入院やリハビリ生活で1年間近い療養と欠場を余儀なくされた。ようやく傷が完治してレースに復帰した矢先の1971年7月3日、師匠の柏谷が北海道内を移動中に搭乗していた飛行機の墜落事故（ばんだい号墜落事故）に遭遇して死去すると言う悲運に見舞われた。湯窪は騎手デビューした直後にケガによる入院、療養期間が長引いたため、自身をかわいがって面倒を見てくれた柏谷と一緒にいられた時間が短かったこともあり、師匠と慕っていた柏谷の死がなかなか受け入れられず悲観に暮れてしばらく落ち込んだという。所属していた柏谷厩舎も閉鎖されたため、湯窪も1971年7月に橋田俊三厩舎、1972年3月に伊藤雄二厩舎、1979年7月に湯浅三郎厩舎と、複数の厩舎への転厩を余儀なくされるなど不遇かつ転々とした現役生活を送ったが、それでも湯浅厩舎に転厩した直後の7月14日に小倉競馬場初日3歳新馬レース（『エイシンチドリ』）で勝利を挙げるなど安定した成績を収め、1867戦141勝の通算成績で1990年に現役を引退した。

### 調教師時代
騎手引退後も競馬の道を進む事を決めていた湯窪は湯浅厩舎に残り、約10年間ほど調教助手として勤務した後に2000年に調教師免許を取得し調教師に昇格、翌年の2001年3月に栗東トレーニングセンター内に念願だった自分の厩舎（湯窪厩舎）を開設した。初勝利は2001年3月31日、阪神競馬場の障害未勝利戦『リンクゴールド』であった。その後も2003年のフローラステークスを制した『シンコールビー』や2004年の愛知杯を制した『メモリーキアヌ』、2012年の京都ハイジャンプ、小倉サマージャンプを制した『エムエスワールド』、2017年の根岸ステークスを制した『カフジテイク』などを育て上げ、一流の調教師として活躍した。なお、息子の湯窪貴幸も湯窪の指導の下で調教助手をしている。
定年退職に伴い2021年2月28日の阪神競馬場第2レース『ティーティーゴー』（福永祐一騎手・4着）のラストランをもって調教師を引退した。引退時に湯窪厩舎に所属していた競走馬22頭は中竹和也、四位洋文、服部利之、上村洋行、池添兼雄、畑端省吾、石橋守、大根田裕之、杉山佳明、中尾秀正、武英智、谷潔の各調教師に引き取られ、各々の厩舎に転厩した。

## 騎手としての実績
- 成績：1867戦141勝

### 主な勝鞍
- シクラメン賞（現 シクラメンステークス）
  - 1986年12月21日 ラッキーオーシャン 調教師 湯浅三郎

## 調教師としての実績
- 成績：4543戦269勝
- 重賞勝利：5勝

### 主な重賞優勝馬
- フローラS
  - 第38回 2003年4月27日 シンコールビー 騎手 郷原洋司
- 愛知杯
  - 第38回 2004年6月6日 メモリーキアヌ 騎手 秋山真一郎
- 京都ハイジャンプ
  - 第14回 2012年5月12日 エムエスワールド 騎手 横山義行
- 小倉サマージャンプ
  - 第14回 2012年7月28日 エムエスワールド 騎手 高田潤
- 根岸S
  - 第31回 2017年1月29日 カフジテイク 騎手 福永祐一